# Comte Daeylar
Le Comte de Daeylar était un riche immigré français originaire de Bordeaux en France, établi au Québec au XIXe siècle.

## Histoire
Le comte était l'un des propriétaires de la ferme Jubinville avec M. Desmarteau et M. Crevier, dans la paroisse du Sault-au-Récollet. Il est donc l'un des fondateurs de la paroisse de Saint-Joseph-de-Bordeaux de Montréal, devenue le quartier Nouveau-Bordeaux. En 1912, on y érigea la prison de Bordeaux.